# Europarlamentari della Grecia della VI legislatura
Gli europarlamentari della Grecia della VI legislatura, eletti in occasione delle elezioni europee del 2004, sono stati i seguenti.

## Composizione storica
| Europarlamentare               | Lista                             | Gruppo  |
| ------------------------------ | --------------------------------- | ------- |
| Stavros Arnaoutakis            | Movimento Socialista Panellenico  | PSE     |
| Katerina Batzeli               | Movimento Socialista Panellenico  | PSE     |
| Panagiotis Beglitis            | Movimento Socialista Panellenico  | PSE     |
| Giorgos Dimitrakopoulos        | Nuova Democrazia                  | PPE-DE  |
| Ioannis Gklavakis              | Nuova Democrazia                  | PPE-DE  |
| Konstantinos Hatzidakis        | Nuova Democrazia                  | PPE-DE  |
| Georgios Karatzaferis          | Raggruppamento Popolare Ortodosso | IND/DEM |
| Rodi Kratsa-Tsagaropoulou      | Nuova Democrazia                  | PPE-DE  |
| Stavros Lambrinidis            | Movimento Socialista Panellenico  | PSE     |
| Diamantō Manōlakou             | Partito Comunista di Grecia       | GUE/NGL |
| Maria Matsouka                 | Movimento Socialista Panellenico  | PSE     |
| Manolis Mavrommatis            | Nuova Democrazia                  | PPE-DE  |
| Athanasios Pafilīs             | Partito Comunista di Grecia       | GUE/NGL |
| Marie Panayotopoulos-Cassiotou | Nuova Democrazia                  | PPE-DE  |
| Dimitrios Papadimoulis         | Synaspismós                       | GUE/NGL |
| Georgios Papastamkos           | Nuova Democrazia                  | PPE-DE  |
| Antōnīs Samaras                | Nuova Democrazia                  | PPE-DE  |
| Nikolaos Sifunakis             | Movimento Socialista Panellenico  | PSE     |
| Georgios Toussas               | Partito Comunista di Grecia       | GUE/NGL |
| Antonios Trakatellis           | Nuova Democrazia                  | PPE-DE  |
| Evangelia Tzampazi             | Movimento Socialista Panellenico  | PSE     |
| Nikolaos Vakalis               | Nuova Democrazia                  | PPE-DE  |
| Ioannis Varvitsiotis           | Nuova Democrazia                  | PPE-DE  |
| Marilisa Xenogiannakopoulou    | Movimento Socialista Panellenico  | PSE     |

## Modifiche intervenute

### Nuova Democrazia
- In data 01.10.2007 a Antōnīs Samaras subentra Emmanouil Angelakas.
- In data 01.10.2007 a Konstantinos Hatzidakis subentra Margaritis Schinas.

### Movimento Socialista Panellenico
- In data 01.10.2007 a Marilisa Xenogiannakopoulou subentra Costas Botopoulos.
- In data 01.10.2007 a Nikolaos Sifunakis subentra Maria Eleni Koppa.
- In data 01.10.2007 a Panagiotis Beglitis subentra Anni Podimata.

### Partito Comunista di Grecia
- In data 03.06.2008 a Diamantō Manōlakou subentra Kōnstantinos Droutsas.

### Raggruppamento Popolare Ortodosso
- In data 01.10.2007 a Georgios Karatzaferis subentra Georgios Georgiou.